# 하라르게주
하라르게주(암하라어: ሃራርግ)는 에티오피아 연방을 이르는 주 중 하나였다. 1995년에 오로미아 주와 소말리 주로 나뉘었다.

## 같이 보기
- 에티오피아의 역사